# 제17회 EBS 국제다큐영화제
제17회 EBS 국제다큐영화제는 2020년 8월 17일에 열린 시상식이다.

## 수상 및 후보

### 대상(글로벌)
- 시네마 파미르 - 마틴 본 크로그 수상

### 다큐멘터리 고양상
- 웰컴투X-월드 - 한태의 수상

### 심사위원 특별상(글로벌)
- 499 - 로드리고 레이스 수상

### 심사위원 특별상(아시아)
- 불어오는 노래 - 캄란 헤이다리 수상

### 시청자 관객상(글로벌)
- 겨울 아이들의 땅 - 세니아 엘리안 수상

### 시청자 관객상(아시아)
- 빛의 아이 - 하셈 걀 수상

### EIDF-고양 모바일 단편 공모전 최우수상
- O - 나선혜 외 1명 수상

### EIDF-고양 모바일 단편 공모전 우수상
- 파뿌리를 찾아서 - 조은혜 수상
- 변수의 존재 - 강혜원 수상

### EIDF-고양 '코로나 시대의 일상' 초단편 공모전 최우수상
- 잊혀진 일상을 찾아서 - 이우열 외 1명 수상

### EIDF-고양 '코로나 시대의 일상' 초단편 공모전 우수상
- 우리의 두 번째 냉장고 - 백세은 수상
- 연극이 끝난 뒤 - 천정희 수상

### 페스티벌 초이스
- 해협 - 오민욱
- 시네마 파미르 - 마틴 본 크로그
- 악은 오직 절망 속에 산다 - 매그너스 게텐
- 아카사, 마이 홈 - 라두 치오르니치우크
- 499 - 로드리고 레이스
- 묻혀진 죽음 - 로즈 모티머
- 겨울 아이들의 땅 - 세니아 엘리안
- 웰컴투X-월드 - 한태의
- 세상의 빛, 아들의 그림자 - 잉 왕
- 쓰나미, 그 기억의 여정 - 헬레네 로버트 외 1인
- 불어오는 노래 - 캄란 헤이다리
- 사막을 건너 호수를 지나 - 박소현
- 빛의 아이 - 하셈 걀

### 아시아 단편선
- 간도, 악어의 눈물 - 테이모어 가데리
- 빛을 향하여 - 야마모토 타에 외 1명
- D. 마츠모토 - 청 헝 신
- 사라지는 것들을 기억하며 - 크리스 브린가스
- 아쇼 - 자파 나자피

### 여,聲(성)
- 발헨 호수의 비밀 - 젠나 지 원더스
- 무엇을 도와드릴까요? - 이스마일 파미 루비쉬
- 그녀들의 무임승차 - 아르노 빗시
- 우먼 인 할리우드 - 톰 도나휴
- 웰컴투X-월드 - 한태의

### 한국 다큐멘터리 파노라마
- 폴란드로 간 아이들 - 추상미
- 학살의 기억들 - 장후영
- 호랑이와 소 - 김승희
- 원평 - Bansuk Wolf

### 월드 쇼케이스
- 카불, 바람에 흔들리는 도시 - 아부자르 아미니
- 우주에서 온 개들 - 엘사 크렘저 외 1명
- 그루밍 - 레베카 스턴
- 타운 오브 글로리 - 드미트리 보골류보프
- 허니랜드 - 루보미르 스테파노브 외 1명
- 유기견 코디 - 마르틴 스칼스키
- 사랑에 관하여 - 아차나 파드크

### 마스터스
- 유랑: 브루스 채트윈의 발자취를 따라서 - 베르너 헤어조크
- 스탠리 큐브릭 오디세이 - 그레고리 몬로
- 고르바초프를 만나다 - 베르너 헤어조크 외 1명
- 나의 아버지 피터 윈토닉 - 미라 버트
- 시간의 편린들 - 크리스틴 브리드 외 1명
- 수녀님들이 물었습니다 - 고든 퀸 외 1명

### 다큐 속 무형유산
- 아네르카, 생명의 숨결 - 요한네스 레무스칼리오 외 1명
- 기생 : 꽃의 고백 - 홍태선 외 1명
- 아워 타임 머신 - S. 레오 치앙 외 1명
- 씨름, 분단을 넘어 세계를 잇다 - 정태경

### 내일의 교육
- 9/11 키즈 - 엘리자베스 세인트 필립
- 반장선거: 저를 뽑아주세요 - 첸 웨이준
- 천사들의 합창 - 이브라스 셀렉키스
- 공부의 나라 - 최우영
- 조지아의 음악학교 - 마리타 스토커

### 예술하다
- 무대 뒤의 오로라 - 스티안 서보스 외 1명
- 유자 왕, 피아니스트의 시선 - 아나이스 스피로 외 1명
- 회귀의 서곡 - 신 팡
- JR의 벽화 프로젝트 - 타샤 판 잔트

### EIDF - 모바일 단편 경쟁
- 틀린그림찾기 - 김수로
- 하염없이 - 강경태
- 불안한 우리들에게 - 이소윤
- O - 나선혜 외 1명
- 변수의 존재 - 강혜원
- 슬로우시티 발레우라 - 지웅배
- 해병 청계란 - 장소영
- 파뿌리를 찾아서 - 조은혜

### EIDF - '코로나 시대의 일상' 초단편 공모전
- 2020-1 - 유지인
- 코로나 면접기 - 차현준
- 잊혀진 일상을 찾아서 - 이우열 외 1명
- 우리의 두 번째 냉장고 - 백세은
- 두 번째 새내기 - 정새별 외 1명
- 파리지엔느 아름씨 - 조소희
- 연극이 끝난 뒤 - 천정희
- 엄마에게 - 김준형 회 1명